# ꟲ
Cette page contient des caractères spéciaux ou non latins. S’ils s’affichent mal (▯, ?, etc.), consultez la page d’aide Unicode.
Ne doit pas être confondu avec ᶜ.
ꟲ, appelée c majuscule en exposant, c majuscule supérieur ou lettre modificative majuscule c, est un graphème utilisé dans l’écriture du chatino et un symbole phonétique. Il est formé de la lettre majuscule latine C ‹ C › mise en exposant.

## Utilisation
En chatino, le c majuscule en exposant est utilisé pour représenter un ton.

## Représentations informatiques
La lettre modificative majuscule c peut être représentée avec les caractères Unicode suivants (Latin étendu – supplément phonétique) :
| formes       | représentations | chaînes de caractères | points de code | descriptions                    |
| ------------ | --------------- | --------------------- | -------------- | ------------------------------- |
| modificative | ꟲ               | ꟲ                     | U+A7F2         | lettre modificative majuscule c |